# 岡本英子
岡本 英子  (おかもと えいこ、1964年9月19日 - ) は日本の政治家。
衆議院議員（1期）、横浜市会議員（4期）などを歴任。

## 略歴
神奈川県横浜市生まれ。横浜国立大学経済学部システム科卒業。横浜国立大学大学院会計・経営修士課程ビジネススクールに在籍していた。
当時衆議院議員だった塚本三郎の秘書を務めた後、1995年横浜市議会議員選挙に新進党から出馬し初当選（栄区）、計4期当選。2009年に衆議院議員になるまで、市議会議員を務めた。
第45回衆議院議員総選挙に民主党公認で神奈川3区から出馬し、小此木八郎を破り初当選を遂げた。
2012年の消費増税をめぐる政局では、野田内閣による消費増税法案の閣議決定に抗議して広報副委員長の辞表を提出し、4月23日の党役員会で受理された。6月26日の衆議院本会議で行われた消費増税法案の採決では、党の賛成方針に反して反対票を投じた。7月2日には山岡賢次らを介して離党届が提出された。
同年7月11日、国民の生活が第一の結党に参加した。同年11月27日に嘉田由紀子滋賀県知事が結成した日本未来の党に生活が合流する方針を決めたことを受け、11月28日に政党届出をした未来の党に参加した。同年12月16日に行われた第46回衆議院議員総選挙では神奈川3区から出馬した。
2016年4月26日に民進党から次期衆院選神奈川2区の公認内定を得たが、2017年8月7日に「一身上の都合」として民進党神奈川県連に公認辞退を申し出、8月10日に党本部から公認を取り消された（2017年民進党代表選挙の投票権を得ていたが、棄権となった）。
2019年1月に立憲民主党神奈川2区支部長に就任。
2020年9月29日、旧立憲民主党と旧国民民主党の合流新党である「立憲民主党」は常任理事会を開き、岡本を次期衆院選神奈川2区公認候補に内定した。
2021年10月31日の第49回衆議院議員総選挙では92,880票を獲得するも自由民主党公認で前首相の菅義偉に敗れた。